# Myrmechusa kivuensis
Myrmechusa kivuensis – gatunek chrząszcza z rodziny kusakowatych i podrodziny Aleocharinae.
Gatunek ten został opisany w 1982 roku przez D. Kistnera i H. R. Jacobsona. W obrębie rodzaju należy do grupy gatunków Myrmechusa feae.
Kusak ten ma dziesiąty tergit rozdwojony od tylnego wierzchołka do środka długości albo dalej. Samice mają dwuspiczasty wyrostek czwartego sternitu odwłoka.
Owad myrmekofilny, związany z mrówkami z podrodzaju Dorylus (Anomma).
Chrząszcz afrotropikalny, znany wyłącznie z Demokratycznej Republiki Konga.